# Sandani
Sandani (Σάνδανις; fl. VI secolo a.C.) è stato un saggio della Lidia, consigliere di Creso, il re della Lidia.

## Biografia
Non si conosce molto sul suo conto, se non ciò che riporta Erodoto: Sandani visse nel VI secolo a.C. in Lidia, dove era considerato fra i più saggi del regno.
Consigliere del re Creso, quando, nel 547 a.C., egli si apprestava a condurre una campagna contro i Persiani, cercò con forza di dissuaderlo dal farlo: riteneva, infatti, che i Persiani fossero un popolo povero e barbaro e che, quindi, se anche avesse vinto, ne avrebbe guadagnato ben poco; se invece avesse perso, la sconfitta avrebbe sicuramente avuto un prezzo altissimo.
(Erodoto, Istorie)
Erodoto scrivendo di questa esortazione commentò che "erano parole gettate al vento, quantunque giustissime". Creso non gli diede ascolto e mosse comunque contro i Persiani, venendo tuttavia sconfitto prima presso il fiume Halys e poi definitivamente a Sardi, con esiti disastrosi.
Erodoto inserisce l'esortazione di Sandani nella sua opera, in accordo alla sua concezione di scrittura della storia come insegnamento di vita, per ammonire sull'impossibilità della coesistenza di lusso, mollezza di costumi e dominio politico .
Secondo Pirro, commentando l'opera di Erodoto e le fonti di quanto scrisse, le parole di Sandani rivelerebbero la superbia al tempo dei Lidi rispetto ai Persani, considerati da costoro un popolo rozzo e le sue parole, espresse circa un secolo prima di essere scritte da Erodoto, sarebbero state trasmesse allo storico greco direttamente dalla voce del popolo dei Lidi .
Mustoxidi referenza un brano di Ciropedia  di Senofonte a conferma dei semplici usi alimentari dei Persiani, per confermare quanto disse Sandani, nella sua traduzione dell'opera di Erodoto,. Viceversa  Georg William Cox e Giuseppe Arnaud  ritengono ridicolo supporre che Sandani abbia rivolto a Creso un commento che sostenesse che nulla avesse da guadagnare e tutto da perdere mentre costui si accingeva all'impresa di conquistare l'impero persiano e neppure possa avere rappresentato questo impero come un paese affetto dalla povertà, e quindi la sua narrazione si discosta dalla storia avvicinandosi come valore a quella di una parabola . Anche Cesare Cantù ritiene che il discorso di Sandani sia una mera finzione .

## Sandani nell’arte
Un bassorilievo che adorna un sarcofago rinvenuto presso il quarto miglio della Via Appia avrebbe una rappresentazioni di Sandani, rappresentato come un uomo rivestito con tunica che viene allontanato da Ati morente . Ne parla l’archeologo Luigi Canina in un saggio del 1853 dal titolo La prima parte della Via Appia dalla Porta Capena a Boville:
(Luigi Canina, La prima parte della Via Appia dalla Porta Capena a Boville)